# Kazabazua
Kazabazua är en kommun i provinsen Québec i Kanada. Den ligger i regionen Outaouais, i den sydöstra delen av landet, 70 km norr om huvudstaden Ottawa.
Kommunen är officiellt tvåspråkig (franska och engelska), med 58 % fransktalande och 46 % engelsktalande (modersmålstalare) vid folkräkningen 2021.